# Amt Bensheim
Das Amt Bensheim  (während der kurmainzischen Zeit: Amtsvogtei Bensheim) war eine historische Verwaltungseinheit in Kurmainz und ab 1803 der Landgrafschaft Hessen-Darmstadt und bis 1821 des Großherzogtums Hessen in dessen Provinz Starkenburg. 1821 ging das Amt Bensheim in dem neu geschaffenen Landratsbezirk Bensheim auf.

## Geschichte
Im Jahre 765 wurde Bensheim als Basinsheim im Codex Laureshamensis des Klosters Lorsch das erste Mal urkundlich erwähnt. Als Friedrich II. das Territorium der inzwischen heruntergekommenen Reichsabtei Lorsch Erzbischof Siegfried III. von Eppstein zu Lehen gab, wird Bensheim 1232 kurmainzisch. In der Folgezeit gehörte Bensheim zur „Zent Heppenheim“ des Amts und späteren „Oberamts Starkenburg“. Im Jahr 1782 führte Kurmainz eine Verwaltungsreform durch bei der Bensheim eine eigene Amtsvogtei erhielt. Sie war dem „Oberamt Starkenburg“ des „Unteren Erzstifts“ im „Kurfürstentum Mainz“ unterstellt. Zum Oberamt gehörten außerdem die Amtsvogteien in Heppenheim, Lorsch und Fürth.
Durch den Reichsdeputationshauptschluss von 1803, der die Bestimmung des Friedens von Lunéville umsetzte und den Deutschen Fürsten verlorenes Territorium ersetzte, fiel das „Oberamt Starkenburg“ an die Landgrafschaft Hessen-Darmstadt. Dabei entstand das Fürstentum Starkenburg, in dem die alten und neuen landgräflich hessisch-darmstädtischen Gebiete östlich des Rheins und südlich des Mains zusammengefasst wurden. Diese Veränderungen wurden 1815 vom Wiener Kongress bestätigt, 1816 wurde das Fürstentum im Zuge einer Verwaltungsreform in Provinz umbenannt. Die „Amtsvogtei Bensheim“ wurde als „Amt Bensheim“ unter hessischer Herrschaft bis 1821 weitergeführt, wogegen das Oberamt 1805 aufgelöst wurde.
Am 14. August 1806, im Zuge der durch Napoleon I. vorangetriebenen Rheinbund-Gründung, erfolgte, gegen Stellung hoher Militärkontingente an Frankreich, für Hessen-Darmstadt die Erhebungen zum Großherzogtum Hessen, einhergehend war der Austritt Hessen-Darmstadts aus dem Heiligen Römischen Reich Deutscher Nation. Das Ende des alten Reiches war bereits durch den Reichsdeputationshauptschluss besiegelt worden und hörte mit der Niederlegung der Reichskrone am 6. August 1806 durch Kaiser Franz II. auf zu bestehen.
Mit der Verwaltungsreform im Großherzogtum Hessen der Jahre 1820/1821 wurden Landratsbezirke gebildet und das Amt Bensheim dem neu geschaffenen Landratsbezirk Bensheim zugeteilt.

## Territorium
Bei der Übernahme durch die Landgrafschaft Hessen-Darmstadt umfasst das Amt Bensheim:
- Bensheim
- Fehlheim
- Rodau[1]
- Kleinsehrheim
- Boxheimer Hof[3]
- Rheinzollhaus